# José López
José H. López (1910 — data de morte desconhecido) foi um ciclista olímpico argentino. López representou sua nação em dois eventos nos Jogos Olímpicos de Verão de 1928, em Amsterdã.